# 面牧站
面牧站（：／ Myeonmok yeok */?）是首爾地鐵7號線沿線的一座地下車站，位於韓國首爾特別市中浪區面牧洞，韓語副站名為「瑞逸大入口」（서일대입구）。

## 車站結構
候車大廳位於地下1樓及地下3樓，月台層則位於地下4樓。
站體為2面2線曲線式設計側式月台的地下車站，候車月台設有月台幕門，並有3處出口。

### 月台配置
| 上鳳 ↑   |
| \| 上    |
| ↓ 四佳亭 |

| 月台 | 路線           | 目的地                                       |
| ---- | -------------- | -------------------------------------------- |
| 上行 | ●首爾地鐵7號線 | 上鳳、蘆原、道峰山、長岩方向                 |
| 下行 | ●首爾地鐵7號線 | 君子、內方、加山數碼園區、富平區廳、石南方向 |

## 歷史
- 1996年10月11日：落成啟用。

## 車站周邊
- 東遠市場
- 首爾面牧初等學校
- 儂特利面牧中央店
- 瑞逸大學（朝鲜语：서일대학교）
- 面牧站公園
- 韩亚银行面牧站分行

## 圖片

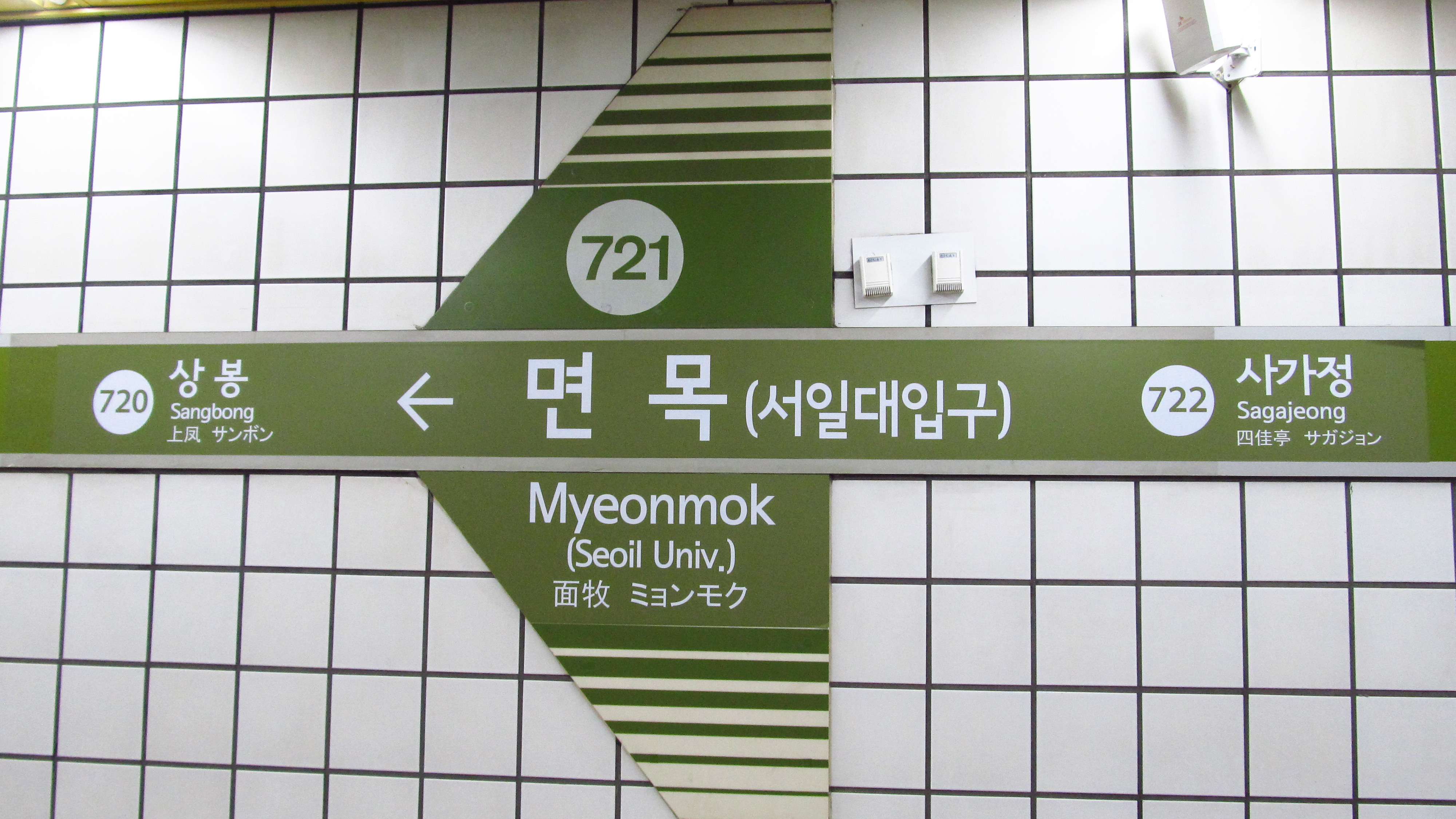
站名牌
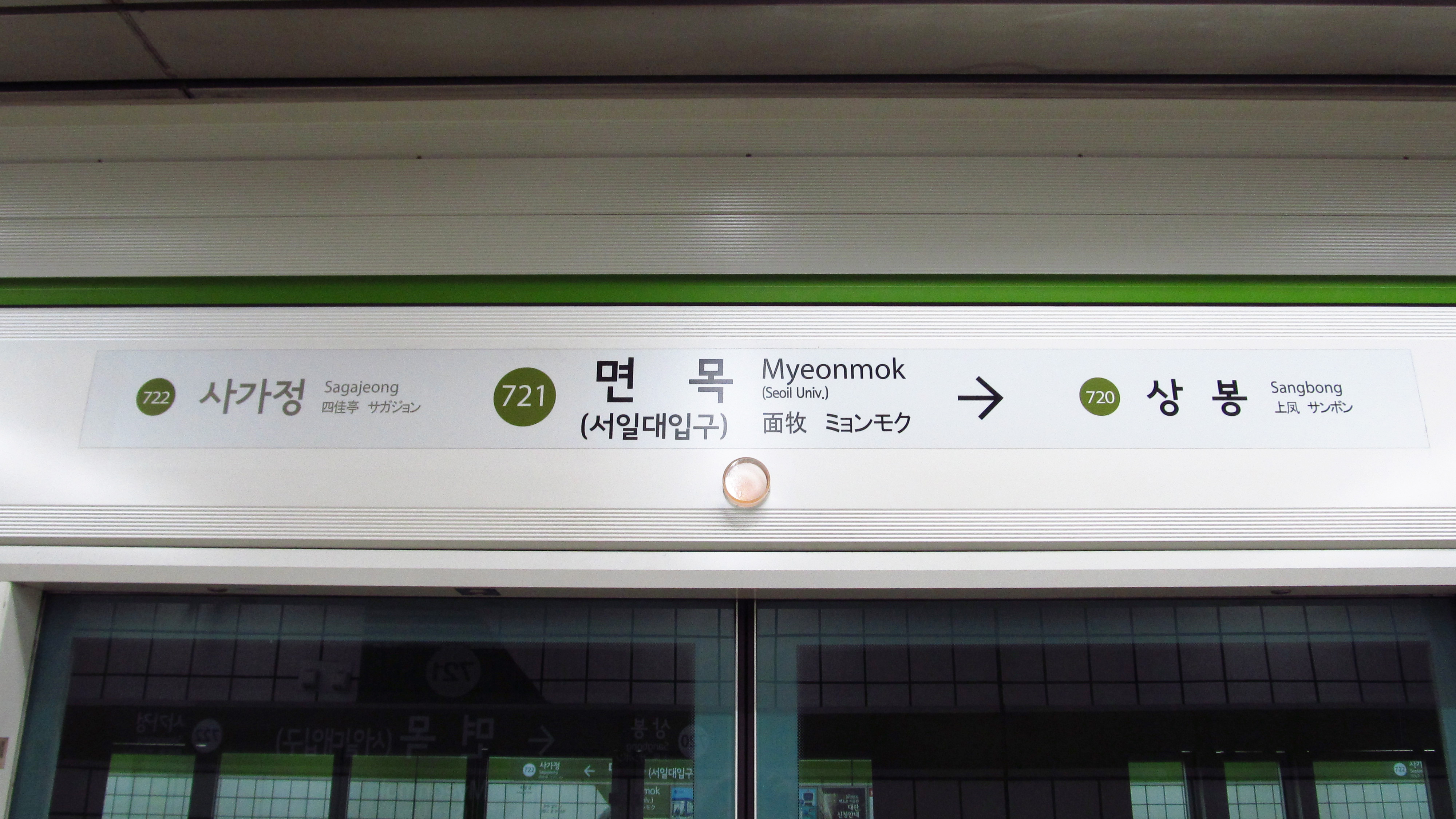
月台門資訊板
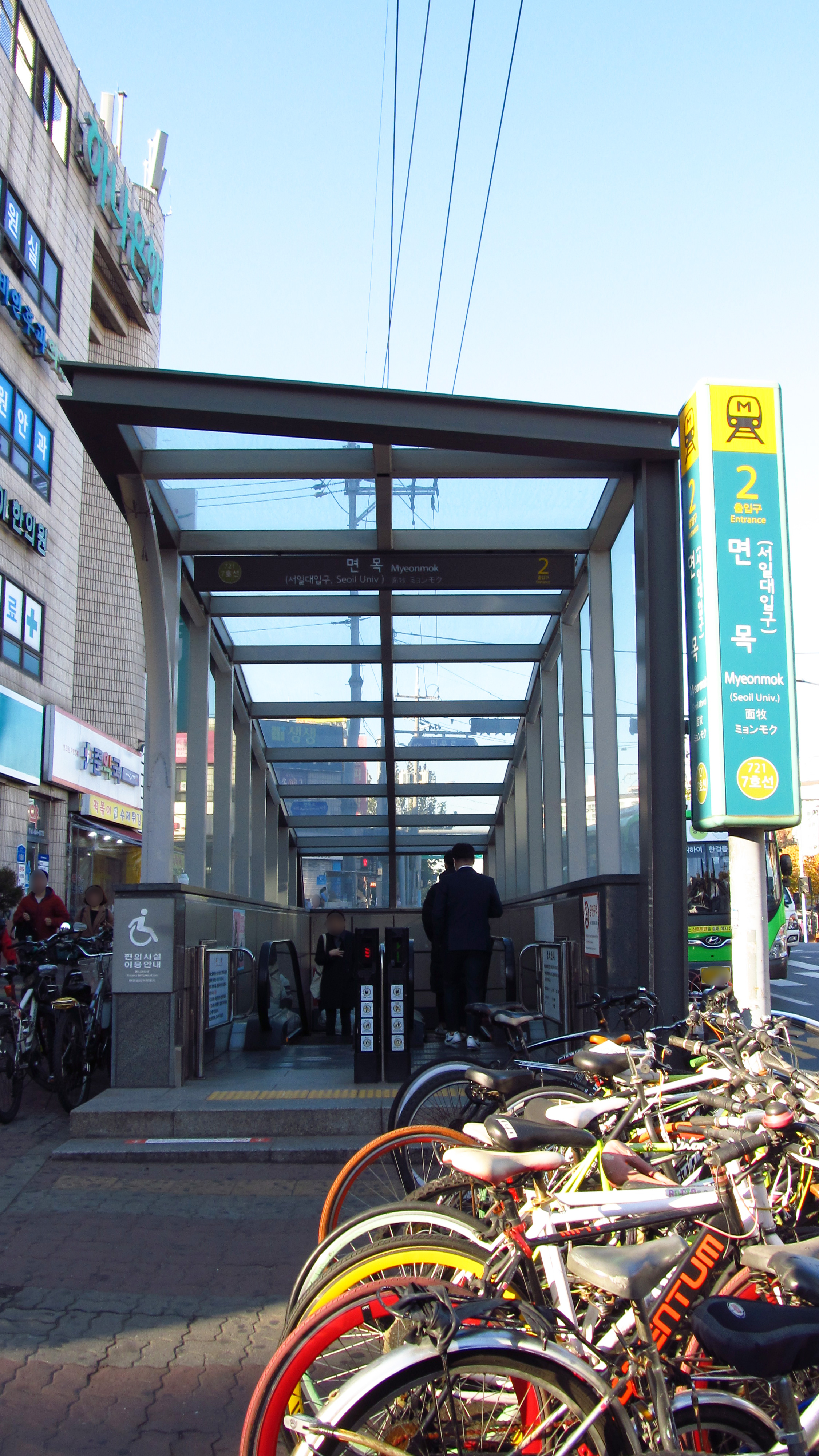
2號出口

## 相鄰車站
首爾交通公社
●首爾地鐵7號線
上鳳（720）－面牧（721）－四佳亭（722）